# Liga Premier de Hong Kong 2022-23
La Liga Premier de Hong Kong 2022-23 fue la novena temporada de la Liga Premier de Hong Kong, la máxima categoría del fútbol en Hong Kong. La temporada comenzó el 27 de agosto de 2022 y terminó el 14 de mayo de 2023.
La liga volvió a ser disputada por 10 equipos, con el regreso de Tai Po y el debut de Sham Shui Po.

## Equipos participantes
Equipos ordenados alfabéticamente. En cursiva los ascendidos a la categoría.
| Equipo            | Estadio                             | Distrito      | Capacidad |
| ----------------- | ----------------------------------- | ------------- | --------- |
| Eastern           | Estadio Mong Kok                    | Kowloon       | 6664      |
| HK U23            | Tseung Kwan O Sports Ground         | Tseung Kwan O | 3500      |
| Hong Kong         | Estadio del Hong Kong Football Club | Hong Kong     | 2750      |
| Hong Kong Rangers | Hammer Hill Road Sports Ground      | Diamond Hill  | 2200      |
| Kitchee           | Estadio Mong Kok                    | Kowloon       | 6664      |
| Lee Man           | Tseung Kwan O Sports Ground         | Tseung Kwan O | 3500      |
| Resources Capital | Tsing Yi Sports Ground              | Tsing Yi      | 1500      |
| Sham Shui Po      | Sham Shui Po Sports Ground          | Kowloon       | 2194      |
| Southern District | Aberdeen Sports Ground              | Aberdeen      | 4000      |
| Tai Po            | Tai Po Sports Ground                | Tai Po        | 3200      |

## Desarrollo

### Tabla de posiciones
| Pos. | Equipo            | Pts. | PJ | G  | E | P  | GF | GC | Dif. | Clasificación 2023-24                  |
| ---- | ----------------- | ---- | -- | -- | - | -- | -- | -- | ---- | -------------------------------------- |
| 1    | Kitchee (C)       | 46   | 18 | 15 | 1 | 2  | 76 | 7  | +69  | Fase de grupos de Liga de Campeones    |
| 2    | Lee Man           | 44   | 18 | 14 | 2 | 2  | 50 | 13 | +37  | Ronda de play-off de Liga de Campeones |
| 3    | Hong Kong Rangers | 33   | 18 | 10 | 3 | 5  | 41 | 16 | +25  | Ronda de play-off de Liga de Campeones |
| 4    | Eastern           | 31   | 18 | 9  | 4 | 5  | 32 | 13 | +19  |                                        |
| 5    | Southern District | 31   | 18 | 10 | 1 | 7  | 24 | 25 | −1   |                                        |
| 6    | Hong Kong         | 26   | 18 | 7  | 5 | 6  | 18 | 22 | −4   |                                        |
| 7    | Tai Po            | 20   | 18 | 5  | 5 | 8  | 20 | 27 | −7   |                                        |
| 8    | Resources Capital | 18   | 18 | 5  | 3 | 10 | 15 | 34 | −19  |                                        |
| 9    | Sham Shui Po      | 7    | 18 | 2  | 1 | 15 | 4  | 62 | −58  |                                        |
| 10   | HK U23            | 1    | 18 | 0  | 1 | 17 | 6  | 67 | −61  |                                        |

 Fuente: Hong Kong Football Association

### Resultados
| Local \ Visitante | EAS | H23  | HFC | HKR | KIT  | LEE | RES | SHA | SOU | TAI |
| ----------------- | --- | ---- | --- | --- | ---- | --- | --- | --- | --- | --- |
| Eastern           | —   | 4–0  | 1–0 | 0–0 | 0–2  | 0–1 | 4–0 | 4–0 | 0–1 | 0–0 |
| HK U23            | 0–5 | —    | 1–1 | 0–5 | 0–7  | 1–5 | 0–3 | 1–2 | 1–3 | 0–3 |
| Hong Kong F. C.   | 1–0 | 2–1  | —   | 1–2 | 0–3  | 1–2 | 1–1 | 2–0 | 2–1 | 1–1 |
| Hong Kong Rangers | 2–2 | 3–0  | 0–1 | —   | 0–2  | 1–0 | 4–1 | 4–0 | 1–0 | 1–1 |
| Kitchee           | 3–0 | 8–0  | 5–0 | 2–1 | —    | 2–2 | 2–0 | 7–0 | 7–0 | 4–0 |
| Lee Man           | 1–1 | 10–0 | 2–1 | 2–1 | 2–1  | —   | 3–1 | 4–0 | 1–3 | 2–0 |
| Resources Capital | 0–3 | 1–0  | 1–1 | 1–3 | 0–5  | 0–4 | —   | 2–1 | 0–1 | 0–0 |
| Sham Shui Po      | 0–4 | 1–0  | 0–1 | 0–7 | 0–10 | 0–4 | 0–2 | —   | 0–3 | 0–4 |
| Southern District | 1–2 | 2–0  | 0–0 | 2–1 | 0–5  | 0–2 | 1–0 | 3–0 | —   | 3–1 |
| Tai Po            | 1–2 | 2–1  | 1–2 | 1–5 | 2–1  | 0–3 | 1–2 | 0–0 | 2–0 | —   |

## Goleadores
| Posición | Jugador          | Club              | Goles |
| -------- | ---------------- | ----------------- | ----- |
| 1        | Dejan Damjanović | Kitchee           | 15    |
| 2        | Ruslan Mingazov  | Kitchee           | 14    |
| 3        | Stefan Pereira   | Southern District | 11    |
| 3        | Everton Camargo  | Lee Man           | 11    |
| 5        | Felipe Sá        | Resources Capital | 7     |